# میبل فرگرسون
میبل فرگرسون (انگلیسی: Mable Fergerson؛ زادهٔ ۱۸ ژانویهٔ ۱۹۵۵) ورزشکار دو و میدانی اهل ایالات متحده آمریکا است.
وی در مسابقات کشوری و بین‌المللی در مجموع برندهٔ ۱ مدال نقره شده‌است.